# НАТО бомбардовање Новог Сада
Током НАТО бомбардовања Југославије 1999. године извршено је ваздушно бомбардовање другог по величини српског града Новог Сада. Према саопштењима НАТО-а, бомбардовање је било усмерено на рафинерије нафте, путеве, мостове и телекомуникационе релејне станице, објекте који су имали војну употребу. Бомбардовање града нанело је велику штету локалном становништву, укључујући тешко загађење и распрострањену еколошку штету, као и трајне последице по добробит становништва.

## Хронологија бомбардовања
- 24. март: НАТО бомбардовао складиште полицијског центра у индустријској зони, као и фабрику „Мотинс“.

- 1. април: Стари Варадински мост на Дунаву уништен НАТО бомбама.
- 3. април: Мост слободе на Дунаву уништен НАТО бомбама. Повређено је седам цивила. После рушења моста, Институт за кардиоваскуларне болести у Сремској Каменици остао је без водовода.
- 5. април: НАТО бомбардовао рафинерију нафте у индустријској зони, као и оштећени Жежељев мост на Дунаву.
- 7. април: НАТО бомбардовао рафинерију нафте, као и стамбени цивилни кварт Видовданско насеље где су повређена четири цивила, а оштећено неколико кућа.
- 11. април: НАТО бомбардовао војни објекат "Мајевица" у Југовићу.
- 13. април: НАТО бомбардовао рафинерију нафте.
- 15. април: НАТО бомбардовао рафинерију нафте и војни објекат "Мајевица" у Југовићу.
- 18. април: НАТО је бомбардовао рафинерију нафте што је изазвало велики пожар и много дима, што је изазвало озбиљну еколошку штету. НАТО бомбама је погођена и зграда Владе АП Војводине у центру града.
- 21. април: НАТО бомбардовао Рафинерију нафте и Жежељев мост, као и мост код Бешке.

- 22. април: НАТО бомбардовао Жежељев мост на Дунаву.
- 23. април: НАТО бомбардовао ТВ предајник на ширем подручју Новог Сада.
- 24. април: НАТО је бомбардовао рафинерију нафте изазвавши пожар и дим. Бомбардована је и Фрушка гора.
- 26. април: НАТО је коначно успео да сруши Жежељев мост, последњи мост на Дунаву који је град имао.

- 27. април: НАТО бомбардовао рафинерију нафте и Фрушку гору.
- 29. април: НАТО бомбардовао рафинерију нафте и Фрушку гору.
- 1. мај: НАТО је бомбардовао рафинерију нафте изазвавши велике количине дима који је прекривао град неколико дана. Бомбардована је и Фрушка гора.
- 2. мај: НАТО бомбардовао северна предграђа Новог Сада због чега је град остао без воде и струје.
- 3. мај: НАТО бомбардовао зграде Новосадске телевизије у Мишелуку, као и северна предграђа града.
- 6. мај: НАТО бомбардовао војни објекат "Мајевица" у Југовићу, као и цивилни стамбени кварт Детелинара оштетивши стамбене објекте.
- 7. мај: НАТО бомбардовао Иришки венац и Бранковац на Фрушкој гори.
- 8. мај: НАТО бомбардовао војни објекат „Мајевица“ у Југовићу и Фрушкој гори.
- 13. мај: НАТО бомбардовао зграде Новосадске телевизије у Мишелуку. Њене зграде су тешко оштећене, као и суседне цивилне стамбене куће. Бомбардована је и Фрушка гора, као и електричне инсталације у Римским Шанчевима због чега је град поново остао без струје.
- 15. мај: НАТО бомбардовао Бранковац на Фрушкој гори.
- 18. мај: НАТО бомбардовао Фрушку гору.
- 20. мај: НАТО бомбардовао Фрушку гору.
- 22. мај: НАТО бомбардовао Фрушку гору укључујући и ТВ торањ на Иришком венцу.
- 23. мај: НАТО бомбардовао Фрушку гору и електричне инсталације у Римским Шанчевима.
- 24. мај: НАТО је бомбардовао рафинерију нафте изазвавши дим који је поново прекрио део града. Бомбардована је и Фрушка гора.
- 26. мај: НАТО бомбардовао зграде Новосадске телевизије у Мишелуку, као и Дунавски кеј у близини центра града. Бомбардовани су и Парагово, Иришки венац на Фрушкој гори и мала касарна у Буковцу.
- 29. мај: НАТО бомбардовао зграде Телевизије Нови Сад, као и цивилно насеље Рибњак где су два цивила тешко повређена.
- 30. мај: НАТО бомбардовао цивилно насеље у Сремској Каменици у близини амбуланте где је једно дете тешко повређено, а две цивилне куће уништене. Бомбардовано је и цивилно насеље Рибњак, зграде Телевизије Нови Сад, тунел код раније порушеног Моста слободе, саобраћајница код улаза у Сремску Каменицу, део Фрушке горе између Парагова и Крушедола и северна околина г. Нови Сад.
- 31. мај: НАТО бомбардовао електричне инсталације у Римским Шанчевима због чега је град остао без водовода и струје. Бомбардована је и Фрушка гора.
- 1. јун: НАТО бомбардовао приградска насеља Ченеј и Пејићеви Салаши, као и Фрушку гору.
- 2. јун: НАТО бомбардовао Фрушку гору.
- 4. јун: НАТО бомбардовао Бранковац и Чот на Фрушкој гори.
- 8. и 9. јун: НАТО бомбардовао рафинерију нафте, један цивил је погинуо, док су два цивила и једно дете тешко повређени. Бомбардован је и цивилни стамбени кварт Шангај где је убијен један цивил Милан Бајић (42 године), а још неколико цивила је повређено, док је неколико цивилних кућа уништено. Иако је ово био најкрвавији дан бомбардовања, био је и последњи.

## Последице

### Утицај на цивиле
Цивили Новог Сада били су веома погођени бомбардовањем њиховог града. Градска рафинерија нафте свакодневно је бомбардована, узрокујући озбиљно загађење и велику еколошку штету.

#### Директан утицај
Бомбардовање је изазвало смрт и повреде цивила. Они који нису директно физички повређени трпе последице по физичко здравље изазване еколошким оштећењем, као и трајне последице по психичко здравље узроковане скоро 3 месеца трауме и страха. Због НАТО напада, многи у Новом Саду остали су без посла.
Конкретно, НАТО је оптужен да није дао „ефикасно унапред упозорење“ о нападима који би могли да утичу на цивиле, како то захтева Протокол 1. Један такав напад за који је НАТО оптужен је бомбардовање Министарства просвете у Новом Саду., просторије које су спроводиле програме социјалне заштите.

#### Утицај на инфраструктуру
НАТО бомбардовање је оставило град без иједног од три моста на Дунаву, комуникација, воде и струје, што је озбиљно нарушило свакодневни живот Новосађана. Сва три моста су обновљена од 2018. године Жежељев мост.
Снабдевање водом (укључујући воду за пиће) за делове града је прекинуто као резултат бомбардовања. У једном нападу прекинуто је снабдевање водом 40.000 људи у Петроварадину, ау Новом Саду тешко је поремећено снабдевање водом 300.000 људи. Услуге су обновљене тек након две године, делимично захваљујући финансирању из Британије, једне од земаља које су бомбардовале мете у граду 1999. године.

#### Утицај на животну средину
Бомбардовање Новог Сада имало је импликације на животну средину. Студија Уједињених нација (мисије БТФ 'Индустријска места' и 'Дунав') открила је да постоје озбиљни еколошки проблеми, који "захтевају хитну акцију", од којих су неки резултат бомбардовања. Бомбардовање новосадске рафинерије изазвало је пожаре у којима је изгорело 50.000 тона сирове нафте, избацивши токсине и карциногене у ваздух и загадивши подземне воде. Студија БТФ-а била је компликована великим загађењем које је постојало пре бомбардовања, при чему је група напоменула да је „присилно затварање рафинерије можда чак довело до локалних побољшања у воденој средини, због могућег смањења хроничног загађења”.
Након што су прикупљени сви узорци за Нови Сад (Мисија Дунав), „на основу посматрања на терену и резултата анализе узорака, БТФ је закључио да нема доказа о значајним штетним утицајима на водену животну средину Дунава као резултат ваздушних удара на рафинерију у Новом Саду. Сматра се да је већина испуштених уља и нафтних деривата изгорела и да у реку није ушла значајнија количина“. 
Студија БТФ-а је такође открила да су пре ваздушних удара локални техничари помогли да се минимизирају потенцијални штетни ефекти ваздушних удара тако што су „уклонили нафтне производе који би могли бити штетни по људско здравље ако се проспе или спале, као што је трансформаторско уље које садржи ПЦБ. Такође је убрзана производња како би се што више искористила сирова нафта, полупроизводи и адитиви, а финални производи су отпремљени на друге локације. Преостало уље је помешано са бензином, да би се резервоари упалили ако ударе, а не да исцуре у тло и подземне воде“  .
Тек 2003. године река Дунав је поново проглашена чистом. Дунавској комисији су биле потребне четири године рада на уклањању рушевина бомбардованих мостова и убојних средстава. Рашчишћавање рушевина није било важно само за Нови Сад, већ и за европске државе (Мађарска и Румунија) које су биле економски погођене блокадом речног саобраћаја ка Црном мору изазваном бомбардовањем.

## Ставови
НАТО је оптужен да је починио ратне злочине због природе неких од бомбардовања. Неким Новосађанима је иронично да је Нови Сад био толико на мети НАТО-а због чињенице да је у време бомбардовања градом владала локална Демократска опозиција, која је била против режима у Београду. Због тога поједини Новосађани нису разумели зашто је град био на мети због дешавања на Косову.
У саопштењу за јавност годину дана након бомбардовања тадашњег генералног секретара НАТО-а Робертсона, наводи се да је НАТО наишао на компликације због употребе цивилних зграда и живих штитова у југословенским војним снагама. Званичници НАТО-а су "изразили дубоко жаљење због било каквих цивилних жртава које је изазвао".
НАТО тврди да је бомбардовање циљева као што су мостови имало за циљ нарушавање командне и контролне структуре Војске Југославије. Међутим, ефикасност кампање и избор циљева доведени су у питање од стране група за људска права, након што су бомбардовани мостови који немају никакву стратешку важност за војну ситуацију на Косову, укључујући и мост који је водио до Мађарске, земље НАТО-а. Покрет за унапређење међународног кривичног права је тврдио да су цивилне смрти које су проузроковане биле очигледно несразмерне војним користима као одговору на оправдавање акција НАТО-а.